# Instituto de Estudios Políticos de París
El Instituto de Estudios Políticos de París (en francés: Institut d'études politiques de Paris, IPA:  [ɛ̃stity detyd pɔlitik də paʁi]), comúnmente conocido como Sciences Po Paris o simplemente Sciences Po (IPA: [sjɑ̃s po]), es un institución de educación superior ubicada en Francia y miembro de la Conférence des Grandes écoles (Conferencia de las grandes escuelas). Fue fundado en 1872 para promover una nueva clase de políticos franceses después de la derrota francesa en la Guerra Franco-Prusiana. Sciences Po se clasifica comúnmente como una de las mejores universidades para ciencias políticas y estudios internacionales en el mundo.
Los alumnos de la escuela incluyen muchas figuras prominentes de la élite económica y política francesa e internacional. Siete presidentes franceses recientes, 13 primeros ministros franceses, 12 jefes de Estado o de Gobierno extranjeros y seis de los actuales directores ejecutivos (CEO) de las empresas más grandes de Francia han estudiado en Sciences Po.
Sciences Po emprendió una agenda de reforma sustancial a partir de mediados de la década de 1990, que amplió su enfoque para preparar a los estudiantes para el sector privado, puso énfasis en la internacionalización del plan de estudios y el cuerpo estudiantil de la escuela, y estableció un proceso especial de admisión para los solicitantes desfavorecidos. Sciences Po también se expandió fuera de París al establecer campus adicionales en Dijon, Le Havre, Menton, Nancy, Poitiers y Reims. El plan de estudios de Sciences Po ahora incorpora cursos básicos en varias ramas de las ciencias sociales, como derecho, economía, historia, ciencias políticas y sociología. La institución es miembro de la Asociación de Escuelas Profesionales de Asuntos Internacionales y de la Red Global de Políticas Públicas.
En el Ranking Mundial de Universidades QS 2020, Sciences Po ocupó el segundo lugar mundial en política y estudios internacionales (solo por detrás de la Universidad de Harvard y en empate con la Universidad de Princeton).

## Organización

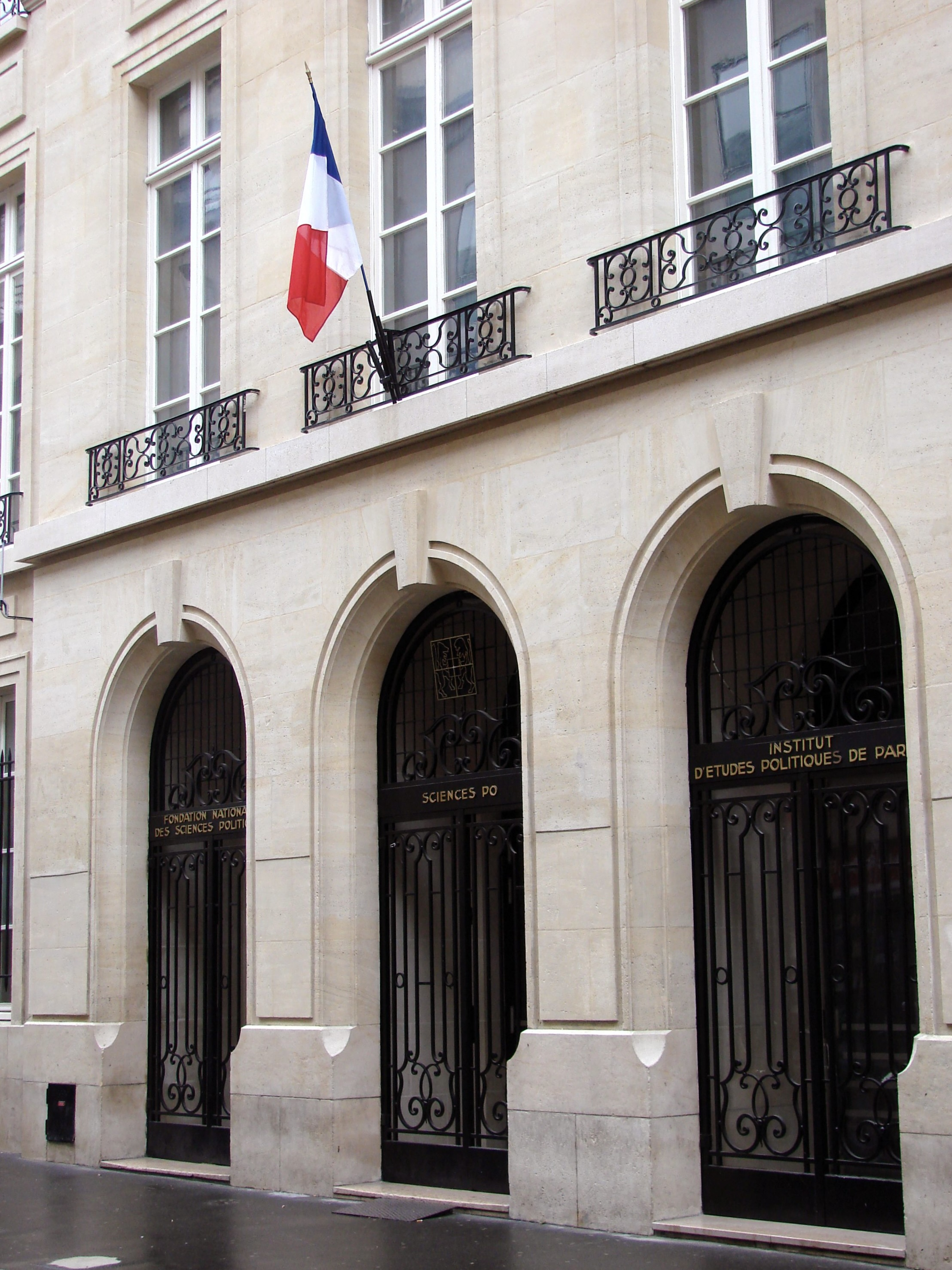
Entrada del Instituto de Estudios Políticos de París (Sciences Po) en la calle Saint-Guillaume 27.

### Estatuto
El Instituto de Estudios Políticos de París es un establecimiento público que goza del estatuto de grand établissement, un reconocimiento atribuido a algunos centros de enseñanza superior de prestigio. Su organización fue definida por el decreto del 10 de mayo de 1985 que ofrece al Instituto una autonomía considerable si se compara con las otras universidades francesas.
El Instituto es administrado por una fundación independiente: la Fundación Nacional de Ciencias Políticas (FNSP). Esta fundación privada fue reconocida como de utilidad pública.

### Administración
La administración del Instituto se divide en cuatro direcciones:
La dirección de los asuntos internacionales y de los intercambios, creada en 1996 ;
La dirección de la comunicación
La dirección de los estudios y de la scolaridad
La dirección de la formación continua
Participan también las direcciones de la Federación Nacional de las Ciencias Políticas.

### Directores
- 1945–1947: Roger Seydoux
- 1947–1979: Jacques Chapsal
- 1979–1987: Michel Gentot
- 1987–1996: Alain Lancelot
- 1996-2012: Richard Descoings
- 2012: Hervé Cres (administrador provisional)
- 2013-2021: Frederic Mion
- febrero-noviembre 2021: Bénédicte Durand (administradora provisional)
- Desde 2021: Mathias Vicherat[2]

## Escolaridad

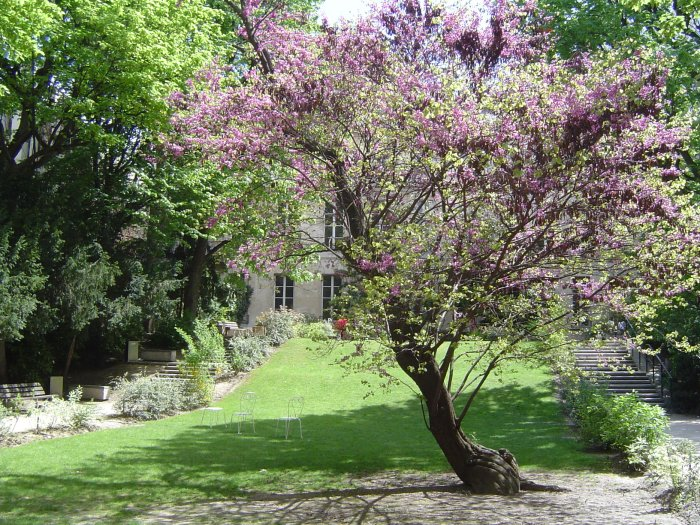
Jardín de Sciences Po entre la calle Saint-Guillaume y la calle Saints-Pères.

Desde el año 2000, el IEP abandonó el tradicional plan de estudios en tres años, con uno de ciclo preparatorio y dos años de ciclo graduado. Hoy funciona con el sistema europeo definido en Bolonia con una maestría en cinco años. La escolaridad se divide en dos ciclos: pregrado en tres años y graduado en dos años.

### Admisión
- Se puede entrar en el Instituto después del Bachillerato (Baccalauréat, "Bac + 0"). Este examen es muy selectivo. Sólo se admite un 7% de los candidatos (unos 500 de más de 5500 candidatos).

Se puede entrar también con prueba de alta excelencia en la escuela secundaria.
- Se puede también entrar directamente en cuarto año después de una licenciatura en otra universidad ("Bac + 3"). Para entrar, hay otro examen con un 33% de los candidatos admitidos.

### Ciclo pregrado
El ciclo de pregrado proviene de la ampliación del antiguo año preparatorio que se prolongó en dos años y fue completado por un año obligatorio en el extranjero, por estudios o una pasantía.
Hasta 2006, la escolarización del primer ciclo no es un diploma, pero la mesa directiva decidió el 11 de diciembre de 2006 crear un "certificado de primer ciclo".
El ciclo pregrado tiene como objetivo la iniciación de los estudiantes en las principales disciplinas de su formación (ciencias políticas, historia, economía, sociología, geografía, etc.), la adquisición de métodos de trabajo, y el fortalecimiento de dos lenguas extranjeras elegidas (con tal de que tengan un nivel suficiente en inglés).
Muchas de los profesores de Sciences Po (apodo del Instituto de Ciencias Políticas de París) son de los mejores de Francia. Por ejemplo: Olivier Duhamel y Guy Carcassonne hacen la clase derecho constitucional. Dominique Strauss-Kahn (exdirector del Fondo Monetario Internacional) fue durante muchos años profesor de economía.
Existen también ciclos de pregrado especializados en una región del mundo y que pertenecen a Sciences Po en otras ciudades francesas:
- Un ciclo franco-alemán en Nancy;
- Un ciclo de América Latina, España y Portugal en Poitiers;
- Un ciclo de Europa Central y del Este en Dijon;
- Un ciclo del Mundo Mediterráneo y árabe en Menton;
- Un ciclo de Euro-Asia en Le Havre;
- Un ciclo Euro-Americano en Reims;
- Un ciclo Euro-Africano en Reims.

### Ciclo graduado
La especialización llega en el segundo ciclo. Los estudiantes asisten durante tres semestres de clases a un tronco común que incluye, además de las dos lenguas extranjeras, una enseñanza en pensamiento político, una iniciativa de tipo geopolítico y una de macroeconomía. El resto de las lecciones son de especialización.
Las especializaciones son: 
- Maestría en Asuntos Públicos ("Master of Public Affairs). La "Master of Public Affairs" es un programa de maestría profesional de dos años se imparte en inglés con un perfil de estudiante muy internacional, incluyendo el 20% de América Central y América del Sur. Los estudiantes deben tener al menos dos años de experiencia laboral antes de solicitar su admisión;
- Relaciones Públicas, donde las lecciones se centran en el derecho público, las finanzas públicas y las cuestiones sociales, europeas e internacionales. Los graduados de esta especialización se destinan a pasar los exámenes de la ENA para altos cargos administrativos en el Estado francés. Pueden también trabajar en una empresa privada en contacto con la esfera pública;
- Asuntos Internacionales;
- Carreras judicial y jurídica para hacerse juez o abogado;
- Comunicación, dentro de la Facultad de Comunicación abrió sus puertas en septiembre de 2007;
- Marketing;
- Derecho Económico;
- Finanzas y estrategia, con un acuerdo con el Máster de la Universidad de París-Dauphine;
- Gestión de los recursos humanos;
- Periodismo, dentro de la Escuela de Periodismo;
- Gestión de la cultura y los medios de comunicación;
- Asuntos Europeos;
- Las estrategias territoriales y las zonas urbanas;
- Maestría de Planificación Urbana Sciences Po

La mitad del quinto año se dedica a una pasantía o un viaje para estudiar en el extranjero.

### Formación en investigación
La formación inicial de la investigación se lleva a cabo en el curso de posgrado en colaboración con los centros de investigación de la Federación Nacional de Ciencias Políticas (FNSP.) Permite obtener una maestría en investigación.
Los estudios de investigación se dividen en seis temas de especialización: 
- Historia y teoría de la política;
- Relaciones Internacionales;
- Gestión Económica;
- Política y Sociedad en Europa;
- Política Comparada;
- Sociología.

## Programas de Doble Diploma
Sciences Po tiene muchos programas de doble diploma con universidades extranjeras. 
- Con la Universidad Externado de Colombia (Bogotá) en el pregrado de Gobierno y Relaciones Internacionales.
- Con la Pontificia Universidad Católica de Chile en la Licenciatura de Ciencia Política
- Con la Universidad de Pekín o Peking University (Pekín, China) en relaciones internacionales y desarrollo sostenible.
- Con la Freie Universitaet Berlin en ciencia y política social;
- Con la School of International and Public Affairs (SIPA) en la Universidad de Columbia (Nueva York);
- Con la London School of Economics (LSE, Londres);
- Con la Universidad de St Gallen (HSG) en los asuntos internacionales y la gobernanza;
- Con la Universidad Estatal de Moscú de Relaciones Internacionales (MGIMO);
- Con la Università Luigi Bocconi (Milán)  en gestión de asuntos internacionales y públicos;
- En la Escuela Central de Comercio de Varsovia (SGH).
- Con la Universidad Torcuato Di Tella (Buenos Aires, Argentina) en los asuntos internacionales y la gobernanza.
- Con la Universidad Icesi (Cali, Colombia) en los programas de la facultad de ciencias administrativas y económicas.
- Con la Universidad Pierre y Marie Curie (París VI) en materia de ciencia y ciencias sociales
- Con la más importante escuela de comercio en France HEC (Escuela de Altos Estudios Económicos.)

Se puede también hacerse juez o abogado con la maestría de carreras judiciales y jurídicas.

## Programa "Global Cities"
En 2008, el Instituto de Estudios Políticos fue parte del programa Global Cities con estudiantes de México, Estados Unidos y Francia.
En este programa participaron cuatro universidades:
- la Universidad Northwestern de Chicago,
- la Universidad Panamericana de la Ciudad de México
- la Universidad Tongji de Shanghái
- Sciences Po

## Historia

### Orígenes

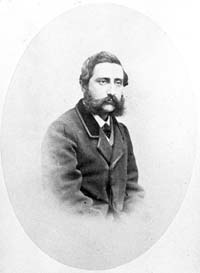
Émile Boutmy

El IEP de París proviene de la Escuela Libre de Ciencias Políticas, apodada "Sciences Po", institución privada fundada en 1872 por Emile Boutmy. Se deriva de esta escuela la tradición pedagógica del Instituto, su primera estructura, su apodo y sus edificios de la calle Saint-Guillaume. 
En 1945, la escuela se convirtió en el Instituto de Estudios Políticos de las Universidades de París y al mismo tiempo fue creada la Fundación Nacional de Ciencias Políticas para recibir su patrimonio y gestionar administrativamente y financieramente el Instituto.

### Desde 1945 hasta 1969
Otra gran escuela francesa fue creada en 1945: la Escuela Nacional de Administración (la ENA) y se trasladó a un edificio adquirido por la FNSP, el hotel Cossé, ubicado en el n.º 56 de la calle de los Saint-Pères, es decir justo detrás del Instituto de Estudios Políticos (IEP). 
En 1947, Jacques Chapsal reemplazó como director a Roger Seydoux. 
La Universidad de París es dividida en varias ciudades en 1969 y el nombre del Instituto cambia por su nombre actual: Instituto de Estudios Políticos de París (Institut d'Etudes Politiques de París). Se convierte al mismo tiempo en un establecimiento público, científico y cultural, separado de las otras universidades francesas por el decreto de 18 de enero de 1969.

### De 1969 a 1996
Hasta 1978, la Escuela Nacional de Administración se encontraba en la calle de los Saints-Pères en un edificio separado del 27, rue Saint-Guillaume y del Instituto de Estudios Políticos de París por un jardín. Así, en la jerga de los estudiantes de Sciences Po, " cruzar el jardín" significa pasar el competitivo examen de ingreso a la ENA. En 1978, la ENA se trasladó al hotel Feydau Brou al n°13 de la calle de la Universidad y el edificio abandonado en la calle de los Saints-Pères fue asignado al Instituto de Estudios Políticos de París. El muro que separaba los dos jardines fue destruido.
En 1979, el director Jacques Chapsal dejó el puesto después de treinta y dos años en el cargo. Michel Gentot le sucedió. 
En 1985, el IEP obtuvo el título de gran establecimiento que en Francia reúne las cinco mejores universidades.
La promoción de 1986 reunió a muchas celebridades: Isabelle Giordano (periodista), Alexandre Jardin (escritor), David Pujadas (periodista), Anne Roumanoff (humorista).
En 1987, el politólogo Alain Lancelot obtuvo el cargo de director del Instituto. En 1994, Alain Lancelot pone en marcha una reforma académica y provoca uno de los movimientos de protesta más larga en la historia de la institución. La reforma es finalmente retirada y Alain Lancelot no solicita la renovación de su mandato el año próximo. Richard Descoings, su director adjunto, le sucede.

### Desde 1996

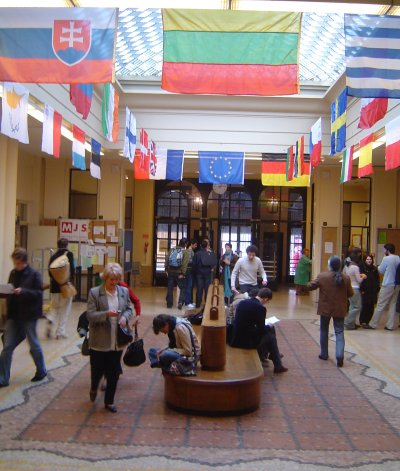
Hall de entrada de Sciences Po.

El nuevo Director Richard Descoings inicia a su llegada la internacionalización del instituto, que alberga hoy una tercera parte de extranjeros entre sus estudiantes. Este movimiento es acompañado por un crecimiento sostenido del número de estudiantes que son hoy más de 6000.
En la primavera de 2001, la institución anunció la creación de convenios de educación prioritaria (CEP). La idea es permitir que algunos de los estudiantes de barrios pobres ingresen en el primer año del Instituto con un procedimiento de admisión diferente. Esta acción se basa en la idea de discriminación positiva como existe en los Estados Unidos. Esta reforma provoca en Francia un debate muy animado tanto dentro de la institución como en la prensa nacional. El primer año, el CEP permite que 17 estudiantes entra en el primer año. El número de convenios aceptadas se incrementará, llegando a principios de 2005 a treinta y tres escuelas secundarias y cincuenta y siete admitidos. El primer grupo de estudiantes incluidos en estos convenios se graduó en el 2006. 
A principios de 2000, amplía su formación académica a cinco años. El año preparatorio (AP) desaparece y se sustituye por un primer ciclo de tres años que consta de cuatro semestres de estudio y de un año en el extranjero. Después, son dos años de ciclo graduado con varias especializaciones.
En 2003, el director hace una reforma de los “derechos de escolaridad” (lo que pagan los estudiantes a la universidad). Se establece un baremo de tasas que van desde libre para becarios a 5300 € para los estudiantes de familias con ingresos más altos.
A principios de 2004, el ciclo de grado es de nuevo transformado. Los títulos de postgrado especializados (DESS) se sustituyen por una "maestría." Se crea también una maestría de investigación organizada en cinco especializaciones.
En otoño 2004 se crea una escuela de periodismo.

## Doctoreshonoris causa
Este grado se obtiene de manera excepcional para los mejores profesores de Sciences Po.
En 1989 lo obtuvieron:
- Henry Ehrmann (Dartmouth College) ;
- Albert O. Hirschman (Universidad de Princeton) ;
- Sergio Romano (embajador).

En 1993, lo obtuvieron:
- Boutros Boutros-Ghali (exsecretario general de Naciones Unidas) ;
- Karl Dietrich Bracher (Universidad renana Frédéric-Guillaume de Bonn) ;
- Alexandre Lamfalussy (Banco de Pagos Internacionales) ;
- Théodore Lowi (Universidad de Cornell) ;
- Charles Tilly (Universidad de Nueva York).

En 2006, lo obtuvieron: 
- Robert O. Keohane (Universidad de Princeton) ;
- Peter A. Hall (Universidad de Harvard);
- Mario Monti (Universidad Bocconi de Milán) ;
- Mark Granovetter (Universidad de Stanford) ;
- Horst Möller (Instituto de Historia Contemporánea de Múnich) ;
- Edmund Phelps (Universidad de Columbia).
- Luiz Inácio Lula da Silva (presidente del Brasil)

## Campus
El Instituto de Estudios Políticos de París ocupa varios edificios en el centro de París.
- El 27, calle Saint-Guillaume
- El 9, calle de la Chaise
- El 56, calle des Saints-Pères
- El 117, boulevard Saint-Germain
- El 174, boulevard Saint-Germain
- El 199, boulevard Saint-Germain
- El 224, boulevard Saint-Germain
- El 56, calle Jacob
- El 13, calle de l'Université
- El 8, calle Jean-Sébastien-Bach

Este "campus urbano" contribuye al prestigio de la institución.

## Vida asociativa
Sciences Po cuenta con unas asociaciones permanentes: 
• la Oficina de los alumnos (BDE), una asociación encargada de la integración de los estudiantes, la vida estudiantil y los servicios estudiantiles. 
• la Oficina de los Artes (BDA); 
• la Asociación Deportiva (AS);

## Sindicatos de estudiantes
Los estudiantes de los sindicatos están llamados a ser elegidos en los órganos directivos de Sciences Po: la Junta de Directores, el Comité Mixto y el Consejo Científico. Cada año en enero, y desde 1975, los estudiantes de Sciences Po, votan para elegir a sus representantes. La participación en estas elecciones es en general bastante baja. 
En 2007-2008, los principales síndicatos fueron: Unef, Nouvelle donne, InterZaide-Fac Verte, la Cé, Sud étudiant y el UNI-Sciences Po.

## Grupos políticos
Sciences Po tiene una vida política muy desarrollada con muchos grupos políticos.
- Un grupo de Les Républicains (ex-UMP: Movimiento para una unión popular)
- Un grupo de jóvenes socialistas.
- Un grupo de jóvenes comunistas.

## Conferencias
En Sciences Po, se organizan también muchas conferencias con premios Nobel y representantes políticos de varios países.
En 2008, el presidente de Ecuador dio una conferencia en Sciences Po.
También muchos premios Nobel dieron conferencias en Sciences Po en 2008 entre ellos: Amartya Sen, Muhammad Yunus.
En 2007, el presidente de Israel Simón Peres y la Secretaria de Estado norteamericana, Condoleezza Rice, fueron a Sciences Po.